# Homme de Grauballe

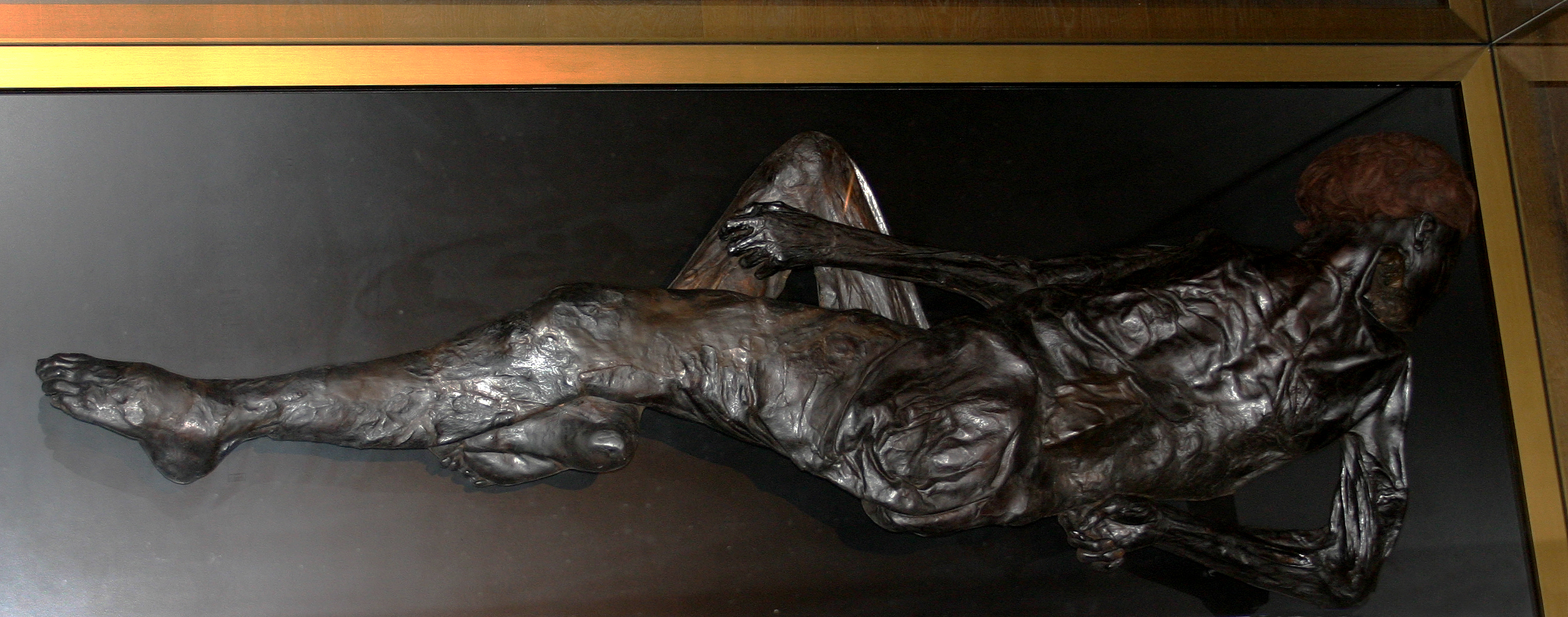
Vue d'ensemble du corps selon la muséographie présente.

L’Homme de Grauballe est une momie des tourbières, découverte en 1952 dans le Jutland, dans la tourbière de Nebelgård, un puits de 130 m de diamètre situé à Grauballe, 8 km au nord-est de Silkeborg. Il s'agit du cadavre d'un homme mort au IIIe siècle av. J.-C., qui vivait, par conséquent, à l'Âge du fer pré-romain ; sa momie est, avec celle de l'Homme de Tollund, la mieux conservée et la plus connue du Danemark. L’Homme de Grauballe est conservé au musée Moesgård à Aarhus.

## Découverte
L'exploitant Tage Busk Sørensen découvrit le corps sous un mètre de tourbe, le 26 avril 1952. Sur le moment, il prit l'épaule pour une racine, mais en la dégageant pour l'arracher, il reconnut un cadavre. Il appela alors le médecin Ulrik Balslev, qui à son tour en informa le musée historique d'Aarhus. Peter Vilhelm Glob (en) se rendit immédiatement sur place pour extraire la momie dans son intégralité : c'est lui qui appela cette momie « Homme de Grauballe.»

## Conservation
Le processus de tannage naturel qui affecte les tissus organiques immergés dans les tourbières a parfaitement conservé le corps. Au terme de brèves constatations, l’Homme de Grauballe fut exposé une semaine au musée, et près de 20 000 visiteurs sont venus le voir. Puis Long-Kornbak a repris son travail d'enquête et entrepris les premières mesures de conservation de la momie. Faute d'expérience suffisante avec l'apprêt et la conservation des hommes des tourbières, il mit le corps à tremper 18 mois dans un bain de tanin. Pour limiter la contraction des tissus consécutive à leur dessiccation, on l’immergea ensuite dans un bain d'alizarine. Une fois ces étapes franchies, le corps fut exposé au Musée de Moesgård aux côtés d'autres corps retrouvés dans une tourbière à Smederup. Afin de maintenir des conditions de conservation optimales, la vitrine d'exposition est continuellement approvisionnée en azote.

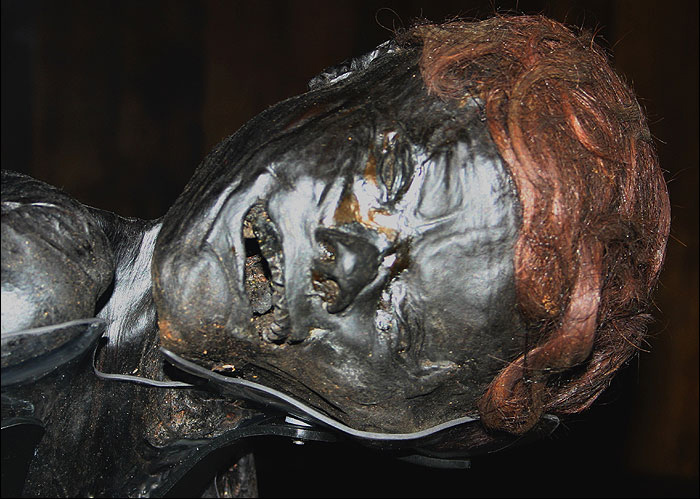
Visage momifié
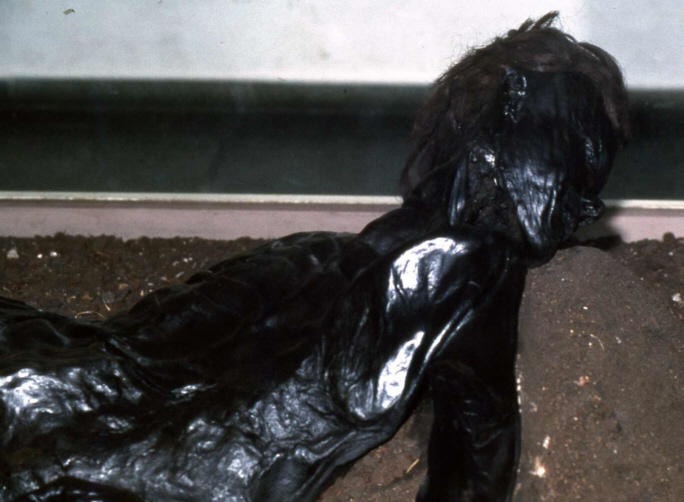
Buste de l’Homme de Grauballe
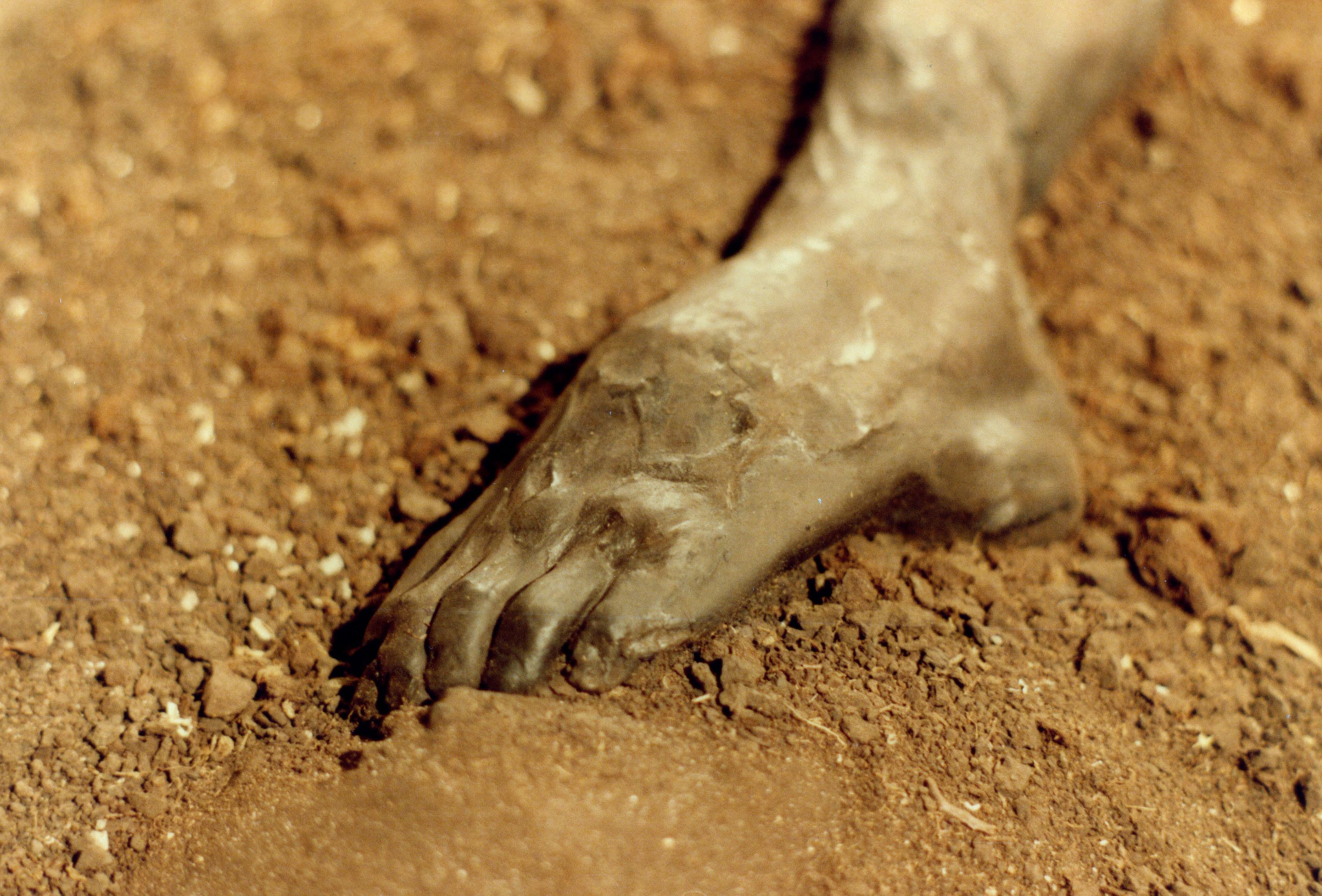
Pied de la momie
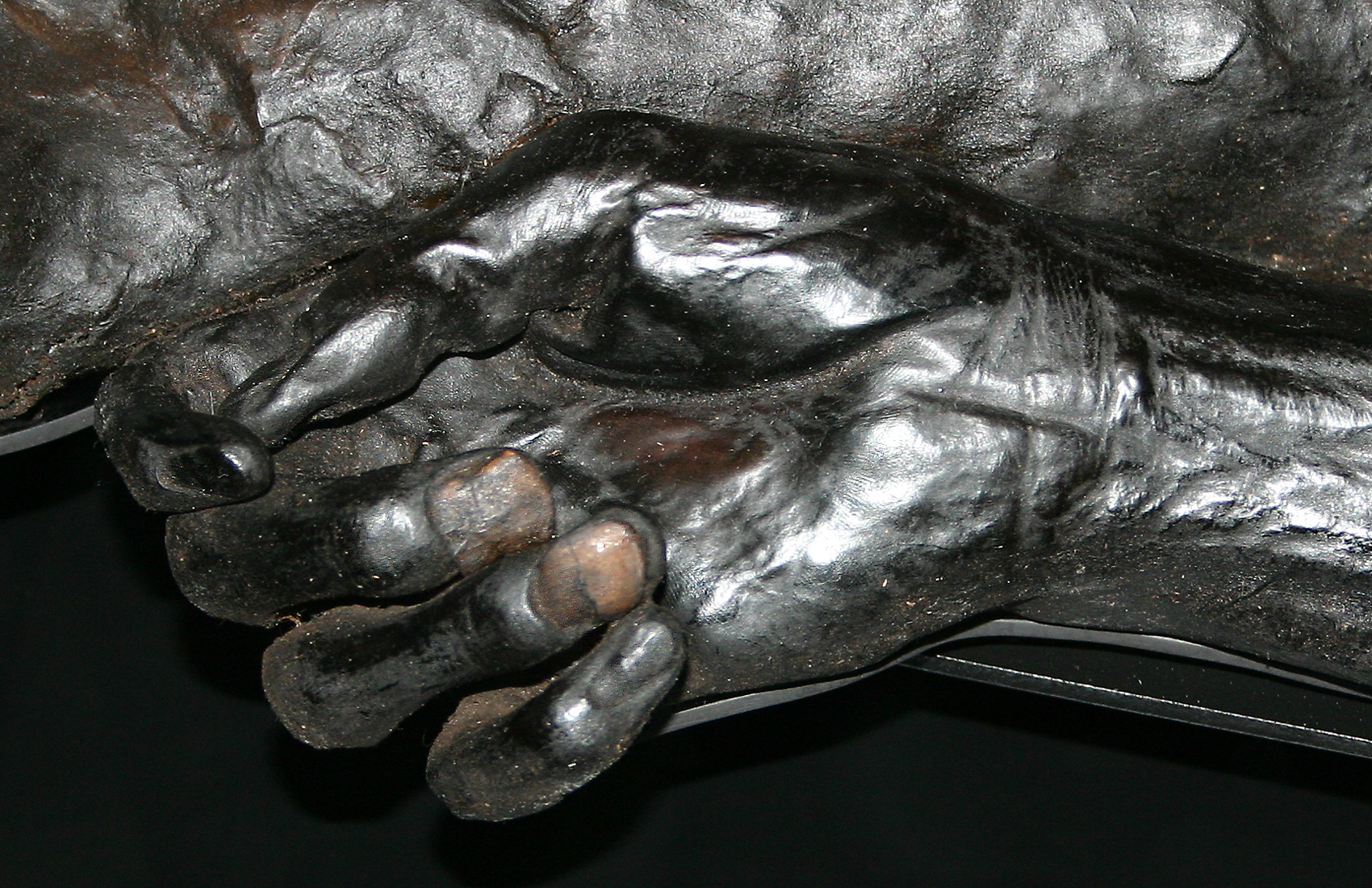
Main momifiée
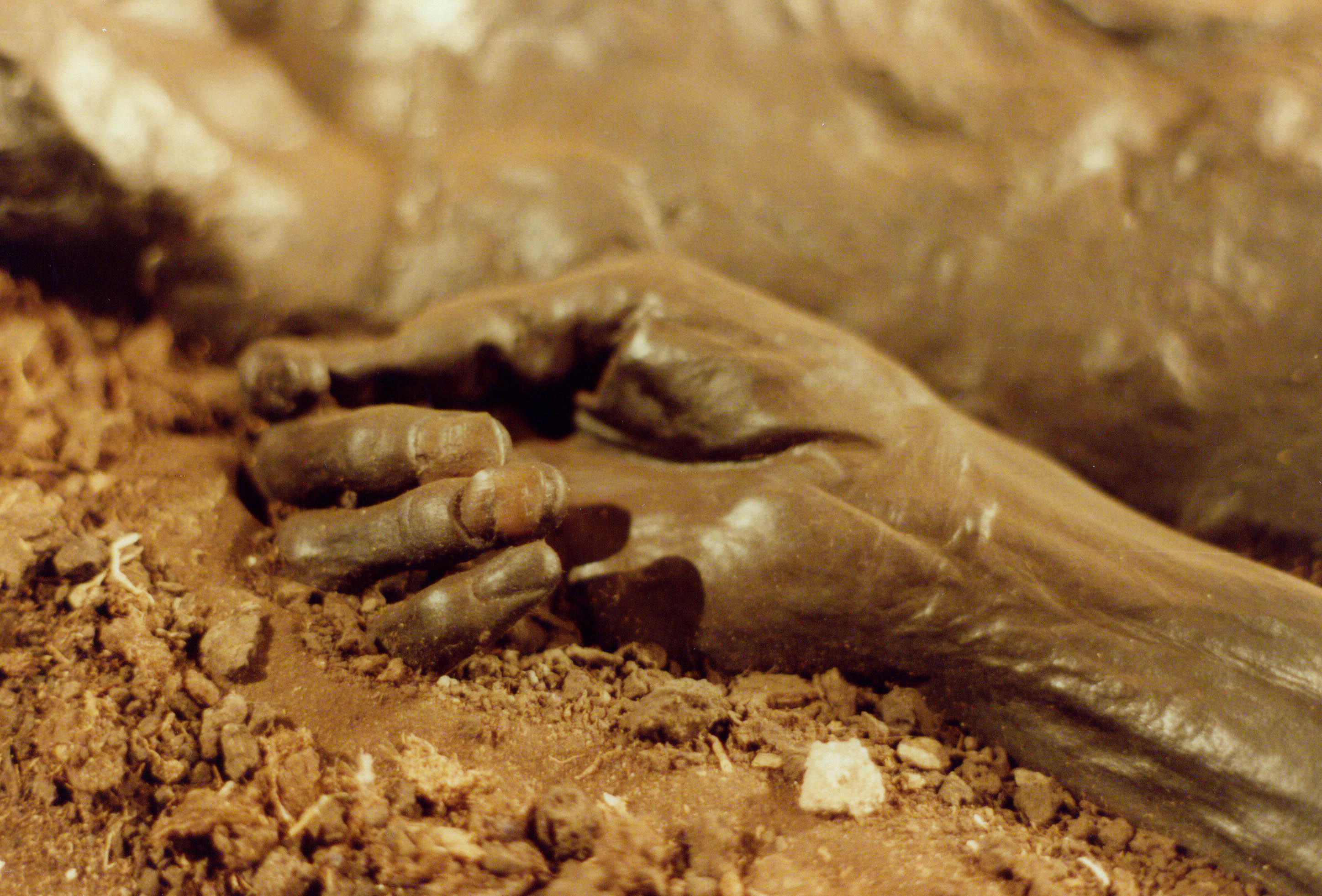
La main telle qu'elle était autrefois présentée au public

## Études
L’Homme de Grauballe a été retrouvé couché sur le ventre, la jambe et le bras droit repliés, la tête déjetée en arrière. Hormis le fait que la pression des couches de tourbe a comprimé les parties du corps les unes contre les autres, il a été conservé en parfait état. Aucune trace de vêtement, de bijou, ou d'effets personnels n'a été retrouvée, à l'exception de bâtonnets de bouleau longs de 3 cm, portant des symboles gravés.

### Recherches anatomiques
Cet homme de 35 ans, d'une taille d'environ 1,75 m, a été égorgé d'une oreille à l’autre par une main experte. En outre, des lésions au crâne et aux tibias sont relevées. Un examen poussé du corps a révélé que l’individu n’était guère accoutumé aux travaux pénibles. Du reste, ses mains et ses ongles soignés laissent deviner qu'il s'agissait vraisemblablement d’un membre de la classe dirigeante locale. Le corps était tellement bien conservé que les ongles des doigts, les cheveux et jusqu’aux poils de barbe sont encore intacts. Sa chevelure soignée a pris une teinte blond-roux sous l’action des acides humiques, et il est difficile de retrouver sa couleur d'origine ; elle était vraisemblablement brune. La peau des doigts est suffisamment bien conservée pour que l'on ait pu prendre les empreintes digitales aussi facilement qu'avec un homme vivant.
En 2001, les hôpitaux universitaires d’Aarhus et de Skejby ont entrepris l’examen médico-légal de l'Homme de Grauballe. Le cadavre a fait l’objet d'analyses génétiques poussées, d'examens par tomodensitométrie et imagerie par résonance magnétique. Grâce aux données recueillies, il a été possible de construire une maquette 3D du corps pour la reconstitution du crâne et de tenter une reconstruction faciale. Il a été trouvé que cet homme, pourtant encore jeune, était sujet à un début d’arthrose et souffrait de caries dentaires. Les lésions du crâne sont postérieures à sa mort et sont imputables à la poussée des couches de tourbe supérieures. Quantités d’autres renseignements ont été également amassés : par exemple, que le mort se faisait régulièrement couper les cheveux, et pour la dernière fois trois semaines avant son exécution. Son dernier repas consistait en différentes espèces de céréales comme l’orge, le blé et l’avoine, et des graines de plus de 60 herbes et herbacées différentes. Il n’y avait aucune trace de légumes frais, ce qui laisse supposer que sa mort est survenue au cours d’un hiver. Un décès à cette période expliquerait d’ailleurs l'état de conservation exceptionnel du cadavre : un séjour prolongé dans de l’eau glacée aurait énormément ralenti la décomposition naturelle du corps.
L'étude de la répartition des pollens et vestiges végétaux autour du corps de l’Homme de Grauballe a montré qu'il avait été jeté sur une couche de tourbe antérieure, mais remuée récemment, sur laquelle des végétaux avaient eu le temps de repousser. Cela indique que la tourbière de Nebelgård était déjà intensément exploitée à l'époque afin, par exemple, de se procurer du combustible de chauffe.

### Datation
La première datation par le carbone 14 réalisée par le prix Nobel Willard Frank Libby situait la mort de l’Homme de Grauballe entre 210 et 410 apr. J.-Chr. De nouvelles datations au carbone 14, menées en 1978, ont reculé la date un siècle avant l'ère romaine, vers 52 av. J.-Chr. ±55 ans. Un nouvel examen du carbone 14 des tissus musculaires avec un spectromètre de masse accélérateur (AMS) a permis de situer l'année de décès entre 375 et 255 av. J.-Chr. Compte tenu des incertitudes habituelles, il est possible donc retenir une moyenne probable de 290 av. J.-Chr.

## Portée pour l’archéologie
Comme pour d’autres humains morts de mort violente dont les cadavres ont été préservés dans des tourbières, les chercheurs sont partagés sur les circonstances du décès : exécution judiciaire ou sacrifice humain. Aucun indice permettant de départager ces deux thèses n’a été retrouvé. Les bâtonnets en bois de hêtre retrouvés sur le cadavre pourraient évoquer un sort, et donc plutôt un sacrifice.
L’autopsie a retrouvé dans l'estomac et les intestins des indices d’intoxication à l’ergot. Les crampes et hallucinations provoquées dans ce cas pourraient expliquer les raisons de l'exécution de l'homme, considéré comme « possédé ». Le chapitre 12 de la Germanie de Tacite, qui affirme qu'on noyait dans les tourbières les homosexuels passifs, fournit une autre interprétation,.

## Compléments

### Fait divers
Peu après l'annonce de la découverte, il y eut diverses controverses autour de l'identité de l’Homme de Grauballe. Ainsi, après qu'une paysanne eut reconnu le cadavre comme celui d'un alcoolique porté disparu depuis l'hiver 1887-88, un dénommé « Christian le Rouge » qui allait souvent cuver son vin dans les marécages, plusieurs visiteurs du musée se portèrent à l'appui de cette thèse. L'affaire fut traitée par plusieurs journaux à l'époque. Glob, qui hasarda une première datation du corps, s'opposait à cette théorie ; les datations au 14C postérieures ont confirmé son point de vue.

### Dans les arts
La découverte de l’Homme de Grauballe a inspiré en 1969 au sculpteur Joseph Beuys son Grauballemann, allégorie de la société moderne.
- L’écrivain irlandais et prix Nobel de Littérature Seamus Heaney a consacré un court poème à l’Homme de Grauballe et à la grâce, au détachement et à la paix intérieure qu'il paraît exprimer[6],[7].